# مسیحیان ایران

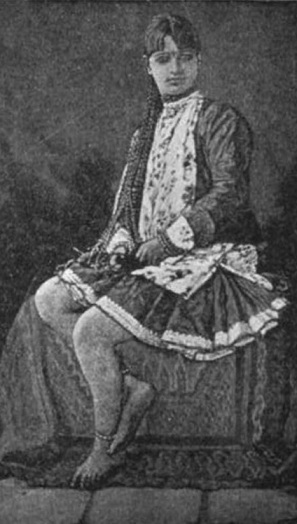
دختر آشوری مسیحی اهل ارومیه، به سال ۱۹۰۶ میلادی

آیین مسیحیت از سدهٔ نخست میلادی وارد ایران شد و به تدریج گروهی از مردم ایران به این دین گرایش پیدا کردند. با به رسمیت شناخته شدن مسیحیت در امپراتوری روم و به دنبال آن پیش آمدن درگیری‌هایی میان ایران و روم، ایرانی‌های مسیحی به سبب متهم شدن به طرفداری از روم دچار آزار و اذیت دولت و روحانیون زرتشتی شدند. پس از رواج تفکرات نستوریوس و مخالفت کلیسای روم با تفکرات وی، مسیحی‌های ایران به حمایت از مسیحیت نستوری برخاسته و آن را به عنوان دین مسیحی‌های ایرانی پذیرفتند و به این ترتیب خود را از مسیحی‌های روم جدا کردند. مسیحیت نستوری به تدریج رنگ و بوی ایرانی گرفت و با حمایت ایرانی‌ها به سمت سرزمین‌های شرقی گسترش پیدا کرد. در اواخر دوره ساسانی و با درخواست یزدگرد سوم، دربار چین به ایرانی‌های مسیحی پناه داده و مسیحیت نستوری را به رسمیت شناخت.
گروه بین‌المللی حقوق اقلیت (MRG) مسیحیان ایرانی را به دو گروه تقسیم کرد: مسیحیان «قومی» که شامل ارمنی‌ها، آشوری‌ها و کلدانی‌ها می‌شود و مسیحیان «غیر قومی»، شامل ایرانی‌هایی که پیرو هریک از فرقه‌های مسیحی هستند. طبق آمار تا سال ۲۰۲۰ میلادی، تنها ۲۰ کلیسای رسمی در ایران وجود دارد و از ۱۳۰ هزار تا ۱ میلیون مسیحی در ایران زندگی می‌کنند.

## تاریخ مسیحیت در ایران

### پیش زمینه
دین مسیح زمانی ظهور کرد که در ایران اشکانیان و در غرب امپراتوری روم حکمرانی می‌کردند. کانون اصلی مسیحیت در قلمرو امپراتوری روم قرار داشت. مبلغان مسیحی به تدریج عقاید خود را در مناطق مجاور رواج داده و کلیساهایی را نیز بنا کردند. سرزمین‌های شرقی امپراتوری روم یکی از اهداف تبلیغی مبلغان مسیحی بودند و در این زمینه به موفقیت‌هایی نیز دست یافتند. آن‌ها توانستند در برخی از شهرهای ایرانی جوامع مسیحی را تشکیل داده و البته کوچ دادن اسیران مسیحی به درون مرزهای ایران توسط شاهنشاهان ساسانی نیز در شکل‌گیری هر چه بیشتر این جوامع نقش مؤثری داشت. تا زمانی که شاهنشاهی ساسانی و امپراتوری روم اختلافی با هم نداشتند، جوامع مسیحی ایرانی نیز زندگی آرامی داشتند. ولی به محض بروز نبرد میان این دو قدرت بزرگ جوامع مسیحی نیز مورد سوء ظن واقع شده و دچار آزار و تعقیب می‌شدند از آن‌جا که نبردهای ایران و روم پایانی نداشت، جوامع مسیحی تصمیم گرفتند تا راه خود را از مسیحیان روم جدا کنند.
درست همزمان با این رویدادها تفکر جدیدی در زمینهٔ عقاید مسیحی در شهر ادسا مطرح شد که بعدها به نام حامی آن نستوریوس به مسیحیت نستوری معروف شد. جوامع مسیحی ایرانی که بیشتر تحت نفوذ تفکرات مسیحی ادسا و سپس نصیبین بودند نیز طبیعتاً پیروان همین تفکر شدند؛ بنابراین به تدریج مسیحیت نستوری به عقیدهٔ غالب در میان مسیحیان ایران تبدیل شد و رهبران مسیحی نیز در شوراهایی که برقرار کردند، مسیحیت نستوری را به عنوان مذهب رسمی مسیحیان ایران انتخاب کردند. با توجه به سیاست تبلیغی مبلغان مسیحی این مذهب در میان طبقات اشراف، درباری‌ها، بازرگان‌ها و حتی برخی شاهزادگان ساسانی رواج پیدا کرد. افزون بر آن تعدادی از زنان پادشاهان ساسانی نیز همین مذهب را داشتند. در اواخر دوره ساسانی شمار مسیحیان در دربار ساسانی افزایش یافته و این که یزدگرد سوم یک فرستاده مسیحی را به دربار امپراتور تای‌زونگ فرستاد خود بیانگر همین نکته است. چین به واسطهٔ روابط فرهنگی و دوستانه ای که با ایران داشت، ایرانی‌های نستوری مذهبی را که به آنجا می‌رفتند به خوبی پذیرفته و حتی به آن‌ها اجازهٔ بنای کلیسا و انجام اعمال مذهبی خود را به صورت آزادانه می‌داد.

### ورود مسیحیت به ایران
تاریخ قطعی ورود مسیحیت به ایران را نمی‌توان مشخص کرد ولی به احتمال زیاد از همان سدهٔ نخست میلادی مبلغان مسیحی تبلیغ خود را در ایران آغاز کرده‌اند. شاید نخستین آشنایی ایرانی‌ها با مسیحیت از طریق دو شهر ادسا و آربلا واقع در شمال میان‌رودان بوده است، زیرا این دو شهر از نخستین مراکز فعالیت تبلیغی مبلغان مسیحی بودند. مسیحیت در دورهٔ اشکانیان از طریق این شهرها وارد ایران شد. نخستین کلیسا نیز در شهر ادسا تأسیس شد و مسیحیت به تدریج از آن‌جا به آتورپاتکان و میان‌رودان گسترش یافت تا آن‌که، شهر آربلا مرکزیت دینی و انجیلی پیدا کرد. به تدریج در دیگر نقاط ایران نیز کلیساهایی ساخته شد و برای ادارهٔ کلیساها نواحی اسقفی نیز به وجود آمد. معروف است که با درخواست آبگار، حاکم ادسا از توماس، یکی از حواریون عیسی برای تبلیغ مسیحیت در ادسا وی تادئوس معروف به آدای را برای تبلیغ به آن‌جا فرستاد ظهور مسیح در نیمه فرمانروایی اشکانیان روی داده است و از سوی دیگر دامنه این رویداد به قلمرو، ایران یعنی آتورپاتکان نیز کشیده شده است. این رویداد با آدای مقدس و آیینی دینی که هنوز هم از سوی ارمنی‌های ایران برگزار می‌شود در پیوند است. داستان افسانه وار نامه آبگار به مسیح و اعزام آدای یا تادی به اسروئن از سوی مسیح و جریان گرویدن آبگار به مسیحیت و آمدن او به آتورپاتکان و کور شدن او در آن‌جا جالب توجه است. به گفته موسی خورنی پس از عروج عیسی، توماس حواری، تادئوس را که یکی از ۱۲ حواری، بود در پاسخ به نامه آبگار به عیسی، مأمور ادسا پایتخت اسروئن می‌کند و تادئوس پس از معالجه آبگار و دیگر بیماران مردم آن‌جا را مسیحی می‌کند. آننون پسر آبگار به سبب اختلاف با آدای دستور داد تا پاهای آدای (تادئوس) را قطع کنند و سبب شهادت او شد. آرامگاه او در کلیسای تادئوس مقدس در شهرستان چالدران قرار دارد، هر چند مشخص نیست که چگونه جسد او در زمان اشکانیان به آتورپاتکان منتقل شده است، اما حتی در صورت غیر واقعی یا افسانه بودن این داستان، نشان از حضور مسیحیت در دوران اشکانی در ایران داشته که دلیل بر اختلافات شدید دینی در اسروئن و آزادی مذهبی در زمان اشکانی دارد، امروزه این کلیسای واقع در استان آذربایجان غربی از آثار میراث فرهنگی ثبت جهانی بوده و هر ساله محل اجتماع هزاران مسیحی از سراسر دنیا می‌باشد. آدای در سال ۱۰۰م، مار پقیدا (ماری) را به سمت اسقفی آربلا انتخاب کرد ظاهراً مار پقیدا حدود سال‌های ۷۹ تا ۱۱۶م. به سلوکیه تیسفون نیز مسافرت کرده و به احتمال زیاد این سفر برای بررسی اوضاع مسیحیان ایران بوده است. تسامح دینی در دوره اشکانی (۲۵۰ پ. م تا ۲۲۴م) سبب آزادی عمل مبلغان مسیحی در تبلیغ دین خود در ایران شد و همین سبب گسترش سریع مسیحیت در ایران شد. اوضاع مسیحیان ایران به اندازه ای خوب بود که مسیحیانی که در امپراتوری روم مورد تعقیب و آزار قرار می‌گرفتند، برای به دست آوردن آسایش به ایران پناه می‌آوردند و وجود آن‌ها نیز به پیشرفت بیشتر مسیحیت و کلیسا در ایران کمک می‌کرد با وجود تسامح دینی اشکانیان، وقایع‌نامه آربلا از شمعون، از اسقف آربلا، به عنوان نخستین شهید در این سرزمین یاد می‌کند که در سال ۱۲۳م. به دلیل مخالفت با موبدان زرتشتی به قتل رسیده است. اندک زمانی پس از آن و در حدود ۱۵۰م آیین مسیحیت به واسطه بازرگان‌ها و مبلغان مذهبی کلیساهای ادسا و آربلا، در گیلان، گرگان و میان‌رودان رواج یافته و آربلا به تدریج مرکز مسیحیت در میان‌رودان شد. گزارش‌ها حاکی از آن است که در سال ۱۹۶م. مسیحیان در گیلان و باکتریا حضور داشته‌اند. سرعت گسترش مسیحیت در شرق به اندازه‌ای بود که در سال ۲۲۵م. و هم‌زمان با سقوط، اشکانیان، ۲۰ اسقف‌نشین در میان‌رودان و ایران وجود داشته‌اند، که بیانگر تلاش فراوان مبلغان مسیحی و آمادگی فضای جوامع میان‌رودان و ایران برای پذیرش اندیشه مذهبی مسیحی بوده است. با تأسیس شاهنشاهی ساسانی (۲۲۴–۶۵۱م) دین زرتشتی به عنوان دین رسمی شاهنشاهی پذیرفته شد و بر نفوذ موبدان زرتشتی در ساختار حکومت افزوده شد. از وضعیت مسیحیان ایران در دوران حکمرانی اردشیر یکم اطلاع دقیقی در دست نیست و تنها می‌دانیم که شهر ریو اردشیر در نزدیکی یک کلیسای قدیمی ساخته شد که این کلیسا در مرکز شهر قرار گرفت وقایع نامه آربلا از آرامش مسیحیان ایران در دوران اردشیر یکم حکایت می‌کند، ولی موقعیت مسیحیان ساکن در ایران به مرور زمان رو به وخامت گذاشته و این امر هم‌زمان با شروع جنگ‌های ایران و روم در زمان شاپور یکم بوده است. شاپور در سال ۲۶۰م. بر والرین امپراتور روم پیروز شد و بر مناطق مسیحی نشین ،انطاکیه کاپادوکیه و کیلیکیه در آناتولی دست یافت و والرین همراه با هزاران نفر اسیر رومی و گروهی از اهالی این نواحی به بابل، میشان، بیشاپور و بخش‌هایی از خوزستان منتقل شدند. شمار زیادی از این اسیران مسیحی بودند و حتی برخی از روحانیون بزرگ مسیحی مانند دمیتریانوس، اسقف انطاکیه نیز در میان این اسیران حضور داشتند. با ورود افراد جدید جامعه مسیحی ایران متشکل از دو گروه مسیحیان بومی متأثر از فرهنگ سریانی - آرامی و مسیحیان تازه‌وارد متأثر از فرهنگ یونانی رومی بود، که از نظر زبانی و برخی عقاید دینی با یکدیگر تفاوت داشتند اسیران رومی در ایرانشهر واقع در خوزستان، دو کلیسا داشتند که در یکی مراسم دینی به زبان یونانی و در دیگری به زبان سریانی انجام می‌شد این دوگانگی فرهنگی میان مسیحیان ایران حتی در کتیبهٔ کعبه زرتشت کرتیر نیز منعکس شده است. کرتیر که یکی از بانفوذترین روحانیون زرتشتی در دوره ساسانی است. در این کتیبه ضمن بیان فعالیت‌های دینی خود و تنبیه غیر زرتشتی‌ها، به دو گروه از مسیحیان به نام نصارا (مسیحیان بومی) و کریستیان (مسیحیان یونانی زبان) اشاره می‌کند. در این کتیبه از ویرانی معابد و پرستشگاه‌های اقلیت‌های غیر زرتشتی نیز یاد شده است و ظاهراً این امر ویرانی یا تعطیلی کلیساها و دیرهای مسیحیان را نیز به دنبال داشته است. در نیمهٔ سدهٔ سوم میلادی با حضور اسرای مسیحی در ایران هم بر شمار مسیحیان ایران افزوده شد و هم تا حدودی ساختار جامعه مسیحی ایران تقویت شد. با توجه به مناسبات شاپور یکم با مانی، چنین به نظر می‌رسد که سیاست دینی او بر اساس مدارا با ادیان و فرق مختلف بوده است. شواهد تاریخی نیز نشان دهنده این امر است که در دوران زندگی مانی مناظره‌هایی میان مسیحی‌ها و مانوی‌ها صورت گرفته است و اسقف شهر کسکر در یکی از این مناظره‌ها حضور داشته است. هرمز یکم جانشین شاپور یکم، نیز کمابیش چنین سیاستی را در خصوص اقلیت-های مسیحی و یهودی در پیش گرفت. ولی در زمان حکمرانی بهرام یکم و همزمان با سرکوب و کشتار مانوی‌ها، بسیاری از مسیحی‌ها نیز به قتل رسیدند. هر چند برخی معتقدند که وی نیز با مسیحی‌ها به مدارا رفتار می‌کرد. با افزایش شمار مسیحی‌ها در ایران برخی از پادشاهان ساسانی نیز اقدام به ازدواج با زنان مسیحی کردند و همین باعث شد تا به تدریج این امر عادی شده و روحانیون زرتشتی هم نتوانند به مقابله با این گونه ازدواج‌ها بپردازند. نخستین نمونه از این ازدواج‌ها مربوط به بهرام دوم است که نزد برخی از معلم‌های مسیحی گیلان با زبان سریانی آشنا شده و همسری مسیحی اختیار کرد. این زنان مسیحی در گسترش مسیحیت و حمایت پادشاهان ساسانی از دین مسیحی نقش بسیار مهمی داشتند.

### تثبیت ساختار کلیسا در دوره ساسانی
در دورهٔ هرمز دوم، پسر و جانشین نرسه، مسیحیان که از آرامش نسبی برخوردار بودند به تثبیت ساختار کلیسا پرداختند. این امر در سال‌های نخستین حکمرانی شاپور دوم نیز ادامه یافت و اسقف سلوکیه-تیسفون به نام پاپا بار عگای در سال ۳۱م تلاش کرد تا اتحاد کلیساهای ایران را فراهم کند. چنین به نظر می‌رسد که تا آن هنگام ساختار کلیساهای ایران از انسجام و سلسله مراتب مشخصی برخوردار نبود و کلیساهای شهرهای مختلف به صورت مستقل اداره می‌شدند. در برخی شهرها نیز چند اسقف به امور دینی مسیحیان رسیدگی می‌کردند پاپا می‌خواست همان گونه که اسقف‌های انطاکیه و اسکندریه بر همه کلیساهای امپراتوری روم نظارت داشتند اسقف سلوکیه-تیسفون نیز بر فعالیت اسقف‌های ایران نظارت داشته باشد و به عنوان نماینده و مطران مسیحیان به دربار ساسانی معرفی شود، اما اسقف‌های ایران آن را نپذیرفتند، به همین دلیل پاپا با اسقف ادسا مکاتبه کرد و اسقف به او وعده داد که می‌تواند از پشتیبانی کنستانتین امپراتور مسیحی روم برخوردار شود. اسقف‌های ایران معتقد بودند که در این صورت میان دو دشمن قدرتمند، امپراتور روم و شاهنشاه ساسانی، در تنگنا قرار می‌گیرند. ظاهراً تلاش‌های پاپا برای تثبیت ساختار کلیسا در زمان خود وی به نتیجهٔ مطلوبی منتهی نشد و در خصوص سرانجام وی نیز منابع اتفاق نظر ندارند برخی معتقدند در شورایی که در حدود سال ۳۱۴ یا ۳۱۵ م. در سلوکیه-تیسفون تشکیل شد، پاپا را محکوم و از مقام اسقفی خلع کرد، برخی نیز بر این باورند که اسقف‌های رومی او را به رسمیت شناختند و او به عنوان جاثلیق سلوکیه-تیسفون و در رأس کلیساهای ایران قرار گرفت برخی نیز می‌گویند پس از برکناری وی، سیمون بار صبع به عنوان اسقف سلوکیه-تیسفون انتخاب شد. سوزومن مورخ سدهٔ پنجم میلادی می‌گوید با افزایش شمار مسیحیان، بنای کلیساها و انتصاب کشیشان آغاز شد و این امر نارضایتی روحانیون زرتشتی را به دنبال داشت. یهودیان نیز که به مسیحیان حسادت می‌ورزیدند ناراضی بودند و بدین علت بر ضد سیمون بار صبع اسقف سلوکیه-تیسفون به شاه شکایت کردند و سیمون را دوست امپراتور روم معرفی کردند. در دهه‌های آغازین سدهٔ چهارم میلادی که ساختار کلیسای ایران در حال تغییر بود، رویدادهای دیگری نیز در خارج از مرزهای ایران به وقوع پیوست که در وضعیت مسیحیان ایران نقش بسزایی داشت مسیحیت در اوایل سدهٔ چهارم میلادی در ارمنستان به رسمیت شناخته شد. در اوایل سلطنت شاپور دوم نیز اتفاقی افتاد که موقعیت مسیحیان ایران را کاملاً تغییر داد. در سال ۳۱۳م کنستانتین یکم امپراتور روم مسیحی شد و بر اساس فرمان میلان در همین سال فرمان آزادی مسیحیان را صادر کرده و در سال ۳۶۸ م. در زمان گراتیان، دیگر امپراتور، روم مسیحیت به عنوان دین رسمی امپراتوری روم به رسمیت شناخته شد ضمناً وی حمایت از مسیحیان ایران را وظیفهٔ خود می‌دانست و هنگام جنگ اسقف‌ها و روحانیون مسیحی را همراه خود می‌برد تا برای پیروزی او دعا کنند. وی حتی در سال ۳۳۷ م. در نامه ای خطاب به شاپور دوم از وی خواست تا با مسیحیان مدار کند. با این حال شاپور بر این باور بود که مسیحیان و به ویژه مسیحیان ساکن نواحی غربی متحد رومی‌ها هستند شاهنشاه ایران که همیشه روم را دشمن طبیعی خود می‌دانست، به محض این‌که دین مسیحیت در روم دین رسمی شد، مسیحیت را نیز دشمن سلطنت خود دانست و مسیحیان ایران را دوستان مخفی امپراتور روم و یاغی تصور کرد. هرچند این تصورات پادشاه کاملاً بی‌مورد نبود زیرا مسیحیان ایران که میل داشتند همانند هم کیشان خود در روم آزاد باشند، آرزو می‌کردند که کنستانتین آن‌ها را تحت حمایت خود درآورد. شاپور که به دنبال بهانه‌ای برای درگیری با روم بود از دولت روم خواست پنج ایالتی را که پیش از این، ایران در زمان نرسه به گالریوس واگذار کرده بود، پس بدهد. برای این کار پول لازم شد و قرار شد که این پول را از مسیحیان بگیرند، زیرا مسیحیان ایران در نبردها شرکت نمی‌کردند. آن‌ها به بهانه گردآوری پول از مسیحیان ایران و عدم تمکین آن‌ها در پرداخت آن پول، مسیحیان ایران را به همدستی با دشمن و جاسوسی متهم کردند. نامه ای از شاپور دوم به فرماندهان نواحی غربی ایران مبین بی‌اعتمادی وی نسبت به مسیحیان آن نواحی و یقین وی بر مناسبات مسیحیان با روم موجود است، متن نامه از این قرار است که به مجرد وصول این فرمان که از جانب خداوندی ما صادر شده است، سیمون، رئیس نصارا را دستگیر و تا زمانی که این نوشته را امضا نکند و مالیات سرشماری و خراج قوم نصارا را، که در کشور ما خداوند زندگانی می‌کنند بالمضاعف وصول نکند و به خزانهٔ ما نپردازد، او را رها مکنید زیرا ما خدایان به امور جنگ اشتغال داریم و آن‌ها در ناز و نعمت به سر می‌برند. آن‌ها در مملکت ساکنند و دوستدار دشمن ما قیصر هستند. بر اساس همین نامه شاپور فرمان داده بود تا کشیشان و رهبران عادی با شمشیر کشته شوند، کلیساها ویران و ظروف آن‌ها در خزانه نگهداری شود و سیمون به عنوان خائن به کشور و دین زرتشت دستگیر شود. سیمون که حاضر به انجام فرمان نشد به قتل رسید. این وقایع سرآغاز تعقیب مسیحیان در ایران است که از سال ۳۳۹ م تا فوت شاپور دوم ادامه یافت. تعقیب و آزار مسیحیان در مناطق شمال غربی و نواحی مجاور روم از شدت بیشتری برخوردار بود. تا جایی که شمار مقتولان مسیحی عصر شاپور دوم را حدود ۱۲ هزار نفر ذکر کرده‌اند. برخی مسیحیان ایران که امیدوار بودند تحت حمایت کنستانتین باشند و از محدودیت‌ها و مشکلاتی که حکمرانان پیش از شاپور بر مسیحیان اعمال می‌کردند در امان بمانند، با شروع جنگ میان ایران و روم در آغاز سده چهارم میلادی نه تنها کمکی به ایران نکردند، بلکه پیشگویی می‌کردند که پیروزی از آن رومی‌ها خواهد بود و حتی اگر ایران بر روم پیروز شود این نشانهٔ غضب خداوند است ولی از قرار معلوم هیچ‌گاه بر ضد شاهنشاه ساسانی دست به شورش نزدند و دشمنان را نیز یاری نکردند.
به رغم پیشگویی‌های مسیحیان جنگ ایران و روم با پیروزی ایران به پایان رسید و بدین ترتیب مفاد قرارداد صلح نصیبین لغو شد و مراکز مهم مسیحی که پیش تر به روم واگذار شده بود، به ایران برگردانده شد، اما مدتی پس از پایان نبرد ایران و عملکرد مسیحیان ایرانی تعقیب تبعید و کشتار مسیحیان نواحی غربی ایران آغاز شد. اما عامهٔ مسیحیان از مجازات‌های سنگین روم در سال ۳۳۹ م، به سبب معاف بودند چون به عقیدهٔ شاپور دوم این مبلغان این دین بودند که باید مجازات می‌شدند. تعقیب و آزار مسیحیان تا پایان زندگی شاپور دوم ادامه داشت و بخش وسیعی از ادبیات مسیحی مربوط به توصیف وضعیت مسیحیان و شهدای مسیحی در این دوره می‌باشد‏.
پس از مرگ شاپور دوم (۳۷۹ م) و تا پایان دورهٔ ساسانی شرایط برای مسیحیان ایرانی متفاوت بود آن‌ها گاهی مورد تعقیب و آزار و گاهی نیز مورد حمایت شاهنشاهان ساسانی قرار می‌گرفتند.

### مسیحیت نستوری
با روی کار آمدن یزدگرد یکم دوران جدیدی برای مسیحیان ایران شروع شد. در سال ۳۹۹ م هیأتی از نمایندگان بیزانس به ایران اعزام شد. ماروتا، اسقف میافارقین نیز با این هیئت همراه بود. این شخص هم یک روحانی و هم یک پزشک بود و یزدگرد را از بیماری نجات داد و مورد توجه یزدگرد قرار گرفت. به همین دلیل از یزدگرد برای مسیحیان دو درخواست کرد یکی آن‌که فرمان آزادی کلیساهای ایران اعلام شود، و دیگر آن‌که اجازهٔ تشکیل شورایی برای اداره امور کلیساهای ایران صادر شود که هر دوی آن‌ها پذیرفته شد. در سال ۴۰۹ م. فرمانی مبنی بر آزادی مسیحیان و روحانیون مسیحی زندانی صادر شد که بر اساس آن مسیحیان اجازهٔ بنای همهٔ کلیساهای ویران شده را دریافت کردند و اسقف‌ها اجازه یافتند میان کلیساهای خود سفر کنند. افزون بر این یک مجمع دینی نیز در سلوکیه تشکیل شد تا امور مسیحیان را حل و فصل کند و وحدت فرقه‌های مسیحی در ایران را تأمین کند، این مجمع که معروف به شورای سلوکیه-تیسفون است و در فوریهٔ سال ۴۱۰ م. به ریاست اسحاق، اسقف سلوکیه-تیسفون و ماروتا منعقد شد همان آیین‌ها و اصولی را که نزد مسیحی‌های غرب محترم بود برای فرقه‌های مسیحی شرق نیز به تصویب رساند. در این سال نزدیک به ۴۰ ناحیه اسقفی در ایران وجود داشت و در سال ۴۲۴م شمار این نواحی به ۶۶ رسید، به موجب مصوبات شورای سلوکیه-تیسفون اسحاق به عنوان جاثلیق کل مسیحیان ایران شناخته شد، اسقف کسکر پیشکار مذهبی او شد و پنج مطران در گندی‌شاپور، نصیبین، پرات، میشان، آربلا و کرخای بیت سلوک منصوب شدند.
اعمال محدودیت مجدد و آزار مسیحیان در سال‌های پایانی حکمرانی یزدگرد یکم و سال‌های نخستین حکمرانی بهرام پنجم و شروع جنگ با بیزانس در این دوران، جامعه مسیحی ایران را بر آن داشت تا برای ممانعت از وقوع مشکلات گذشته و متهم شدن به همکاری با بیزانس به فکر چاره باشند، آن‌ها که می‌دیدند نبردهای ایران و روم پایانی ندارد تصمیم به جدایی از کلیسای روم گرفتند. به همین دلیل دادیشوع که در سال ۴۲۴ م. به مقام جائلیقی سلوکیه-تیسفون رسیده بود، پس از پایان جنگ و آزادی مسیحیان، شورایی را تشکیل داد که اسقف‌هایی از مرو ،هرات اصفهان و عمان در آن حضور یافتند در این شورا که در تاریخ مسیحیت به شورای دادیشوع معروف است، کلیسای ایران به استقلال کامل دست یافت و از کلیسای روم جدا شده و دادیشوع که تا آن زمان عنوان جاثلیق داشت، به پاتریارک ایران ملقب شد. با وجود اعلام استقلال کلیسای ایران تغییری در موقعیت مسیحیان ایجاد نشد، برخی از بزرگان مسیحی کرکوک در سال ۴۴۸ م. در زمان حکومت یزدگرد دوم زندانی یا کشته شدند. یزدگرد دوم حتی تلاش کرد تا با وادار و کردن ارمنی‌ها به ترک دین مسیحی و پذیرش دوبارهٔ دین زرتشتی از جدایی ارمنستان از ایران جلوگیری کند. در سدهٔ پنجم میلادی در شهر ادسا که جزو شهرهای رومی بود، مدرسه‌ای برای تدریس دین مسیحیت تأسیس شد. شهر ادسا مرکز ارتباطی میان کلیساهای ایران و روم بود. در دوران یزدگرد یکم، بهرام پنجم و یزدگرد دوم، برخی از مسیحیان ایرانی به ادسا رفته و در مدرسه دینی این شهر به تحصیل پرداختند و با آثار تئودور موپسوئستیا اندیشمند مسیحی، نستوری آشنا شدند. از آن پس بسیاری از کشیشان ایرانی تربیت یافتهٔ مدرسهٔ ادسا بودند و افکار این مدرسه را در کلیساهای ایران رواج می‌دادند.
در سال ۴۲۴م در شورای دادیشوع ۳۶ اسقف در روستای مارکیتای عرب، گرد هم آمدند و دو تصمیم مهم گرفتند؛ اول آن‌که کلیسای ایران به هیچ وجه تحت تسلط کلیسای روم نباشد، و دوم اینکه قدرت کاتولیگوس (جاثلیق) ایران زیاد شود. در سال ۴۲۸ م نستوریوس، راهبی اهل انطاکیه به پاتریارکی قسطنطنیه برگزیده شد. وی راهبی از مردم انطاکیه به نام آناستاسیوس را همراه خود به قسطنطنیه آورد. آناستاسیوس در یکی از موعظه‌های خود مطالبی عنوان کرد که برخلاف عقیده و ایمان مسیحیان بود. او گفت که  مسیح دو شخصیت مجزا دارد، یکی بشری و دیگری روحانی وی برای جنبهٔ بشری مسیح اهمیت بیشتری قابل شد. و آن را از جنبهٔ الهی جدا دانست در حالی که تا پیش از آن جنبهٔ الهی و جنبهٔ بشری مسیح را جدا از هم نمی‌دانستند. چون مسیحیان به این سخنان اعتراض کردند نستوریوس از آناستاسیوس حمایت کرد. اسقف اسکندریه (سیریل اسکندریه) به مخالفت با او برخاست و در سال ۴۳۱. م در شورای دینی مسیحیان که در افسوس تشکیل شد. بر اساس شورای مذکور نستوریوس از منصب روحانی برکنار و به مصر تبعید شد و تا آخر عمر در تبعید به سر برد آن‌ها نظریه مذکور در مورد جنبه‌های دنیایی و روحانی مسیح را محکوم کرده و باطل دانستند. سریانی‌های مسیحی شرق مدیترانه که به آن‌ها آشوری گفته می‌شود، با تصمیم شورای افسوس موافق نبودند و به همین سبب از کلیسای روم جدا شدند و مسیحیت نستوری را پدید آوردند که سبب ایجاد جدایی در مسیحیت ساسانی و رومی شد. عقاید نستوری در شهر ادسا رواج بسیاری پیدا کرد و اوضاع به همین صورت بود تا این‌که در سال ۴۵۷ م. سازمان کلیسای رومی سخنان نستوریوس را کفر و الحاد اعلام کرد و با عقاید وی و پیروانش مخالفت ورزید و شورشی بر ضد آن‌ها برپا شد و در امپراتوری روم تحت تعقیب قرار گرفتند. به همین دلیل بسیاری از مسیحی‌های نستوری ساکن ادسا به ایران پناهنده شدند. این در حالی بود که مسیحی‌های ایرانی تربیت یافته در ادسا در این دوره سخت تحت تأثیر همین افکار قرار داشتند و مروج آن در ایران بودند. اسقف‌های ایران نیز از فرصت استفاده کرده و برای تحکیم مصوبات شورای دادیشوع و استقلال کامل از کلیسای غرب با حمایت پیروز یکم آیین نستوری را در ایران به رسمیت شناختند. در همین زمان شخصی به نام بار سوما، اسقف بزرگ نصیبین شد. وی که از سران نستوری بود در سال‌های ۴۵۷ تا ۴۸۴ م. برای ترویج آیین نستوری بسیار کوشید و کلیسای نستوری را به رنگ ایرانی درآورد. بار سوما مورد لطف پیروز یکم قرار گرفت و از وی خواست تا برای وابسته کردن مسیحی‌های ایران به شاهنشاه ساسانی به او اجازه دهد تا همه آن‌ها را نستوری گرداند، زیرا اگر آن‌ها پیرو آیین نستوری شوند خود به خود دشمن امپراتوری بیزانس به‌شمار می‌آیند و مجبور می‌شوند تا به پادشاه ساسانی تکیه کنند. پیروز پذیرفت و بار سوما کارش را شروع کرد، بسیاری به میل و بسیاری به اجبار باور نستوری را پذیرفتند و به این ترتیب مسیحیت نستوری به باور رسمی کلیساهای ایران تبدیل شد و مسیحی‌های ایران خود را از کلیسای روم جدا کردند. تلاش بار سوما شکافی عمیق میان مسیحیت روم و مسیحیت نستوری پدیدآورد. در سال ۴۸۹م کوروش دوم، اسقف ادسا، زنون امپراتور بیزانس را متقاعد کرد تا مدرسه نستوری‌های ادسا را تعطیل کند. در همین زمان بار سوما از فرصت استفاده کرده مدرسه نستوری‌های نصیبین را در شهر نصیبین تأسیس کرد و مرکز تعلیم آیین نستوری به شهر نصیبین در قلمرو ساسانی منتقل شد. مدرسان نستوری به ایران مهاجرت کردند، آن‌ها شاگردان زیادی را تربیت کردند که پس از تعلیم سه ساله برای موعظه به تمام نقاط ایران می‌رفتند؛ بنابراین بیشتر اسقف‌ها و پیشوایان کلیساهای ایران در سال‌های بعد از شاگردان مدرسه نصیبین بودند و همین افراد بودند که عقیده نستوری را هر چه بیشتر در ایران رواج دادند. بدین ترتیب در اواخر سده پنجم میلادی ایران به یکی از مهم‌ترین مراکز تبلیغ و رواج مسیحیت نستوری تبدیل شد. نظام کلیسای نستوری برخلاف سابق و تحت تأثیر تفکرات ایرانی مردان کلیسا را به ازدواج تشویق می‌کرد، به شرط آن‌که ازدواج پیش از رسیدن به مناصب دینی باشد.
در دورهٔ قباد یکم، شاهنشاهی ساسانی با وضعیت پیچیده‌ای روبرو شد. از طرفی اشراف و روحانیون زرتشتی قدرت فراوانی به‌دست آورده بودند، و از طرف دیگر مزدک با تفکرات دینی و اجتماعی جدیدی ظهور کرده بود. قباد از وجود مزدک برای کاهش قدرت اشراف و روحانیون استفاده کرد، در زمانی که روحانیون زرتشتی درگیر رویارویی با مزدک و پیروانش بودند، مسیحی‌ها از امنیت نسبی برخوردار شدند و در واقع از سوی دربار ساسانی تهدید نمی‌شدند. در این دوره تا حدودی میان زرتشتی‌ها و مسیحی‌ها تعاملی به وجود آمد، تا آن‌جا که حتی گروهی از مزدکی‌ها در حضور موبدان زردشتی و بازانس اسقف مسیحی و پزشک قباد قلع و قمع شدند و مسیحی‌های بلندمرتبه در جلسات تفتیش مزدکی‌ها همکار زرتشتی‌ها بودند.

در سال ۵۴۰ میلادی مار آبا، یکی از زرتشتی‌هایی که مسیحی شده و در زمرهٔ روحانیون مسیحی قرار گرفته بود، به مقام جاثلیقی مسیحیان انتخاب شد و دگرگونی‌هایی در ساختار کلیسای مسیحی ایران به وجود آورد و سازمان مسیحی را رونق و انتظام بخشید. انتصاب وی مصادف با شروع جنگ‌های ایران و بیزانس در دوران حکمرانی خسرو انوشیروان بود که تصرف انطاکیه، یکی از مهم‌ترین مراکز، مسیحیت را به دنبال داشت. اهالی انطاکیه به شهر جدیدی در مجاورت تیسفون منتقل شدند. بدین ترتیب بر جمعیت مسیحیان ایران افزوده شد. با معاهده‌ای که در پایان این نبردها بسته شد دو دولت توافق کردند تا زرتشتی‌ها در روم از حق برپایی آتشکده برخوردار شوند و مسیحیان نیز در سرزمین ایران آزادی مذهبی داشته باشند، به این شرط که از هر گونه تبلیغ دین خود پرهیز کنند. اما مدتی پس از این معاهده موقعیت مسیحیان ایران بار دیگر دگرگون شد. این امر از نفوذ آیین مسیحی در دربار ساسانی نشأت می‌گرفت انوشزاد پسر انوشیروان از همسر مسیحی او به دلیل گرایش به مسیحیت در گندی‌شاپور زندانی بود هنگامی که انوشیروان طی جنگ با بیزانس بیمار شد، انوشزاد شایعه مرگ وی را منتشر کرد و درصدد جانشینی پدر برآمد. برخی بر این باورند که این شورش سال ۵۵۰ یا ۵۵۱م. رخ داده و شورشی‌های اصلی نیز، مسیحی‌های سریانی زبان بودند. انوشزاد تلاش کرد تا حمایت مسیحیان خوزستان، به ویژه اهواز و گندی‌شاپور را به‌دست آورد. بر اساس آنچه در شاهنامه آمده انوشزاد سپاهی مرکب از سی هزار نفر تشکیل داد و ژوستینین یکم امپراتور بیزانس را نیز از اقدام خود باخبر ساخت. انوشیروان از تیسفون، رام برزین نامی را برای رویارویی با انوشزاد فرستاد. در روایات سریانی نیز چنین نقل شده که انوشیروان با مار آبا اسقف، سلوکیه-تیسفون، که او نیز با دسیسه موبدان در گندی‌شاپور محبوس بود، مذاکره کرد تا مسیحیان خوزستان را از همراهی با انوشزاد بازدارد. ولی بر اساس گفته، دینوری انوشیروان در نامه‌ای به فرماندار تیسفون، دستور داد تا بدون ترس از شمار زیاد شورشیان آن‌ها را از میان بردارد، زیرا در دین مسیحیت آمده که اگر بر گونه چپ تو سیلی زدند گونهٔ راست خود را هم آماده کن. در ادامه این دستور آمده که با زندانیان شورشی و عامهٔ مردم با عطوفت رفتار کن، ولی فرماندهان شورشی را اعدام کن. سرانجام مدتی پس از شروع نبرد انوشزاد مجروح شد و نزد اسقفی وصیت کرد که وی را به شیوه مسیحی‌ها به خاک بسپارند و با مرگ وی شورش نیز پایان یافت. مار آبا نیز کمی بعد در گذشت و انوشیروان منصب جاثلیقی سلوکیه-تیسفون را به پزشک خود ژوزف واگذار کرد. مخالفت اسقف‌ها با این انتصاب بی‌نتیجه ماند اما نفوذ وی در دربار ساسانی باعث شد تا شمار زیادی از صاحب منصبان ساسانی به مسیحیت گرایش پیدا کنند.

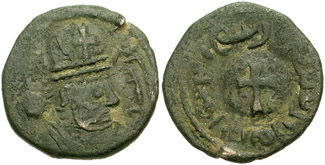
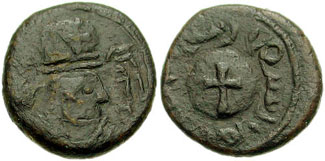
سکه ضرب شده مسیحیان ایرانی توسط یک اسقف ناشناس در دوره پسا ساسانی در ناحیه کاسپین. در سکه شاهد فرم سکه‌های ساسانی، به‌همراه صلیب هستیم.

تا پایان سده ششم میلادی شمار زیادی از درباریان بازرگانان و صنعتگران ایرانی، مسیحی شده بودند. با گسترش فعالیت مسیحیان در ایران بسیاری از مبلغان نستوری برای تبلیغ آیین خود به نواحی مجاور ایران سفر کردند و اولین جوامع نستوری را در ترکستان، چین، شبه‌جزیره عربستان و شبه‌قاره هند ایجاد کردند بدین ترتیب مسیحیت نستوری نه تنها در ایران، بلکه از طریق ایران به مرزهای شرقی نیز نفوذ کرد و حتی در شهرهای هرات و سمرقند نیز اسقف‌هایی داشتند. شاید به همین دلیل بوده که در دوران حکمرانی هرمز چهارم، موبدان زرتشتی، شاه را تشویق کردند تا فعالیت مسیحی‌ها را محدود کند. ولی وی نپذیرفت و اقلیت‌های دینی موجود در ایران را به دوپایه پسین تخت خود تشبیه کرد که بدون آن‌ها تاج و تخت شاهی دوامی ندارد و حتی موبدان زرتشتی را نصیحت کرد که به دیگر دین‌ها کاری نداشته باشند و با انجام کارهای نیکو و رفتار درست، آن‌ها را به پذیرش دین خود ترغیب کنند. در واقع پس از پایان نبردهای ایران و بیزانس در دورهٔ خسرو انوشیروان و با توجه به آزادی عمل مسیحی‌ها که بر اساس معاهده مذکور به دست آمده بود، مسیحی‌های ایران فعال‌تر شده، مدرسه دینی سلوکیه-تیسفون و مدرسه دینی نصیبین رونق گرفت و مسیحی‌ها به فعالیت‌های علمی به ویژه پزشکی که احتمالاً از آموزه‌های دینی مسیحیت به عنوان نشانه‌ای برای تبلیغ دین مسیحیت نشأت می‌گرفت، توجه بیشتری کردند با این حال ساختار روحانیت کلیسای مسیحی ایران، هم چنان درگیر مشکلات داخلی ناشی از اختلافات فرقه‌ای به ویژه بین نستوری‌ها و یعقوبی‌ها بود و این اختلافات در مناسبات مسیحی‌ها با دربار ساسانی و چگونگی عملکرد کارگزاران حکومت و به ویژه پادشاه مؤثر بود، به گونه‌ای که خسرو پرویز، تحت تأثیر همسران مسیحی خود قرار داشت. خسرو انوشیروان و خسروپرویز هر دو همسران مسیحی داشتند و یکی از زنان مسیحی خسروپرویز، شیرین نام داشت. خسرو پرویز به تحریک گابریل پزشک یعقوبی، خود کرسی جاثلیقی سلوکیه-تیسفون را برای سال‌ها خالی گذاشت و برخی دیرهای نستوری را مصادره کرد. این امر در حالی بود که تا آن زمان مسیحی‌های یعقوبی در اقلیت بودند، با توجه به این‌که مسیحی‌های نستوری تا این زمان صاحب قدرت زیادی شده بودند، نارضایتی آن‌ها از سیاست مذهبی خسرو پرویز به عاملی در برکناری وی از پادشاهی منجر شد. به گونه‌ای که در بین مخالفان خسرو پرویز برخی اشراف مسیحی نیز حضور داشتند. در واقع خسرو پرویز نیز پس از پیروزی‌های که هراکلیوس به ایران تحمیل کرد (حدود سال ۶۲۸م) بر مسیحی‌ها سخت گرفت تا آن‌جا که آن‌ها مرگ خسرو پرویز را سبب نجات خود دانستند. در سال‌های پایانی حکومت ساسانی جاثلیق سلوکیه-تیسفون به همراه اسقف‌های ارشد کلیساهای ایران به عنوان نمایندگان دربار بوران‌دخت و برای برقراری صلح دائمی به بیزانس اعزام شدند. در برخی منابع موجود، سرنوشت آخرین پادشاه ساسانی یزدگرد سوم نیز با جامعه مسیحی پیوند می‌خورد. یزدگرد سوم که مادربزرگی مسیحی داشت، در مرو به قتل رسید و به روایت ابن اثیر، سراسقف آن ناحیه که مهم‌ترین مقام مسیحی در محدوده خراسان و فرارود بود او را یافت و در آرامگاهی به خاک سپرد. که مسیحی‌های آن دیار برای او و به پاس آزادی‌هایی که در دورهٔ خسرو انوشیروان به آن‌ها اعطا شده بود ساختند. در نهایت در سال‌های آغازین ورود مسلمانان به ایران برخی مسیحی‌ها به فرارود کوچ کردند که حاصل فعالیت آن‌ها در فراسوی مرزهای ایران، گسترش مسیحیت در آسیای میانه، فرارود، شبه‌قاره هند و چین بود.

### تاریخ معاصر
۳ گروه از مبلغان مسیحی در عصر محمدشاه وارد ایران شدند؛ لازاری‌های فرانسوی که کاتولیک بودند و دو هیئت پروتستان که یکی انگلیسی و دیگری آمریکایی بود. به سبب رابطه شکرآب ایران و انگلیس در این دوره، هیئت انگلیسی موفقیتی کسب نکرد و اندکی بعد ایران را ترک کرد. اول آمریکایی‌ها وارد ایران شدند. دولت ایران آنان را به گرمی پذیرفت. در ۱۸ ژانویه ۱۸۳۶، نخستین مدرسه خود را تأسیس کردند که تنها ۱۷ دانش‌آموز داشت. دو سال بعد اولین مدرسه دخترانه هم تأسیس شد که در ابتدا تنها ۴ دانش‌آموز داشت. در ۱۸۳۹، محمدشاه شخصاً نامه‌ای نوشت و از اینکه «با دقت تمام مشغول تربیت و تعلیم جوانان و نشر علوم می‌باشید» تشکر کرد. اندکی بعد از آنان خواستند که به کودکان مسلمان هم آموزش دهند، اما آمریکایی‌ها طفره رفتند چون از روحانیون می‌ترسیدند؛ با این حال محمدشاه فرمانی صادر کرد و موضوع حل شد. ورود لازاری‌ها به ایران در ۱۸۳۸ اتفاق افتاد. اما یک سال پیش از آن، یک جوان فرانسوی کاتولیک به نام اوژن بوره وارد ایران شد. برخلاف آمریکاییان، اوژن بوره سر ستیز با دین اسلام که به قول او «ضدطبیعت و جامعه» بود، داشت و می‌خواست با «حربه علوم به جنگش» برود. اولین مدرسه او در ۱۸۳۹ در تبریز به راه افتاد. او در ابتدا تنها ۱۴ دانش‌آموز داشت که هم مسلمان هم مسیحی بودند.
رقابت میان دو گروه زمانی آغاز شد که بوره از ارومیه بازدید کرد. او از «راهنمایی‌های غلط» آمریکایی‌ها بیمناک شد و پروتستان‌ها او را «مردی متعصب» یافتند. لایار انگلیسی یک‌بار شنید که بوره مشغول بدگویی از هم‌وطنانش است و این موضوع باعث برخوردی میان آن دو شد. بوره در پی آن برآمد که کلیساهای اصفهان را از چنگ پروتستان‌ها در بیاورد و خواست خود را با دولت ایران طرح کرد. محمدشاه و آقاسی که خواستار افزایش حضور فرانسه در ایران بودند، به سرعت پذیرفتند. در واکنش به این موضوع، پروتستان‌ها آشوبی در اصفهان به راه انداختند و خواستار اخراج لازاری‌ها شدند. خبر که به تهران رسید، محمدشاه در حمایت از بوره ۲۰ نفر را به جلفا فرستاد تا اوضاع را آرام کند. روسیه و انگلیس به حمایت از پروتستان‌ها برآمدند. از شاه خواستند که برای آشوب‌ها، لازاری‌ها را مقصر بداند. محمدشاه فرمان منع تبلیغ داد تا اوضاع را آرام کند. چون تعداد کاتولیک‌ها کمتر بود، این موضوع به سود آمریکایی‌ها بود. اما آمریکایی‌ها قانع نبودند. از کلنل شیل (کاردار سفارت انگلیس) و سپس کنت مدم (سفیر روس که پروتستان هم بود) خواستند که برای اخراج لازاری‌ها ایران را تحت فشار قرار دهند. آقاسی ابتدا «شرافتمندانه به مدت ۴۰ روز» مقاومت کرد، اما زمانی که کنت مدم پذیرفت تضمین کتبی بدهد که خود به اعتراض فرانسه رسیدگی کند، پذیرفت. گزارشی از تهران ذکر می‌کند که این «توطئه‌ای برای سرنگونی آقاسی بود.» لازاری‌ها خواستند حمایت روحانیون را جلب کنند. شیخ‌الاسلام ارومیه نوشت که این‌ها «تنها به عبادت خدای‌تعالی اشتغال دارند» و «تهمت‌ها (تبلیغ در میان مسلمانان) نارواست.» سودی نبخشید، دارایی‌های کاتولیک‌ها را غارت کردند و کشیشانشان گریختند. تنها شخصی به نام کلورل خود را به تهران رساند. آقاسی او را پنهان کرد تا سارتیژ، سفیر جدید فرانسه، به ایران برسد. دارینیس و داوید، دو پادری کاتولیک، کلیساهایشان را به پروتستان‌ها فروختند و سپس در مرزهای ایران مخفی شدند.
سارتیژ، سفیر فرانسه، در ۱۸۴۴ وارد ایران شد. از همان ابتدا فرمان آزادی تبلیغ و بازگشت لازاری‌ها را از شاه طلب می‌کرد. کلورل به دیدار سفیر رفت. چون مشخص شد از ایران نرفته، روس‌ها اعتراض کردند اما آقاسی به صراحت تأیید کرد که خود او مانع رفتنش شده بود. از شیخ‌الاسلام ارومیه مجدد نامه گرفتند و او گفت لازاری‌ها «مردان خدایند و بی‌تقصیر.» در همان حال، خبر رسید که کنت مدم ایران را ترک خواهد کرد و سفیر جدیدی خواهد آمد. آقاسی به سارتیژ وعده داد «بگذارید سفیر برود، درست خواهم کرد.» اما کنسول جدید انگلیس به حمایت علنی از آمریکایی‌ها برآمد. آقاسی که نمی‌توانست میان فرانسه و انگلیس طرف یکی را بگیرد، به سارتیژ توصیه کرد خود «حقشان را از روس‌ها بگیرند.» به هر صورت در دسامبر ۱۸۴۴ محمدشاه فرمان جدیدی مبنی بر آزادی تبلیغ صادر کرد. کنسول روس و انگلیسی به شاه ۸ روز وقت دادند فرمان خود را پس بگیرد، اما نتیجه‌ای نگرفتند. سارتیژ هنوز راضی نبود و فرمان دیگری می‌خواست؛ او دولت ایران را در برابر روسیه ناتوان خواند که این موضوع آقاسی را رنجاند و صدراعظم نامه مفصلی در پاسخ به او نوشت. بعدها در سال ۱۸۴۸ که همزمان با مرگ محمدشاه هم بود، روس‌ها علیه کاتولیک‌ها بلوایی راه انداختند اما امیرکبیر به حمایت از فرانسویان برآمد.

## ارمنی‌های ایرانی
پیوند ارمنی‌ها و ایرانی‌ها به گذشته‌های باستانی بر می‌گردد؛ درست از آغاز تاریخ ایران، زیرا ارمنی‌ها جزئی از خانواده بزرگ هند و اروپایی هستند.

### پذیرش مسیحیت توسط ارمنی‌ها
با ظهور مسیحیت، ارمنی‌ها، آیین پرستش خدایان طبیعت و الهه‌ها را کنار گذاشته و با تلاش‌های قدیسی به نام «گریگور روشنگر» مسیحیت در ارمنستان دین رسمی شد. اکثریت مسیحیان ارمنی تابع کلیسای ارتدکس هستند.

## آشوری‌های ایرانی
بر اساس شواهد و مدارک موجود، آشوری‌ها، قرن‌ها در ایران سکونت داشته‌اند، لیکن نمی‌توان تاریخ دقیق ورود آنان را به ایران مشخص کرد.
واقعیت این است که آشوری‌ها پس از سقوط امپراتوری در بین‌النهرین، جزئی از ملت ایران شده و با مردم این سرزمین سرنوشت مشترک پیدا کرده‌اند.

### پذیرش مسیحیت توسط آشوری‌ها
آشوری‌ها از بدو پیدایش مسیحیت بدین آیین گرویده‌اند. اکثریت آنان در قرن اول تا سوم میلادی به این دین روی آوردند.

## مسیحیان فارسی‌زبان

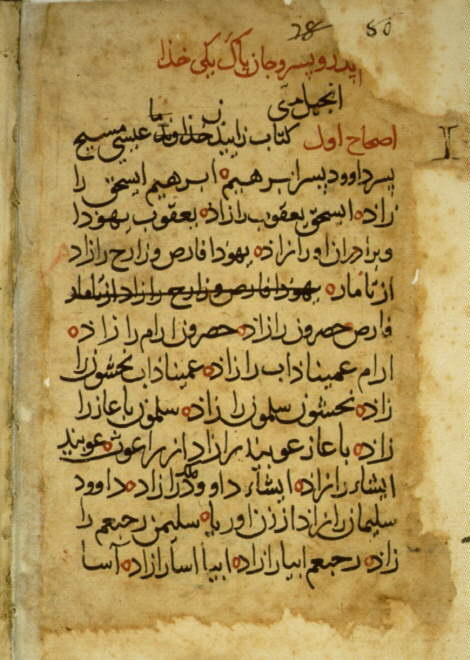
برگی از انجیل (اولین آیات انجیل متی) به خط نسخ فارسی متعلق به قرن چهاردهم میلادی که یکی از قدیمی‌ترین نسخه‌های خطی کتاب مقدس به زبان فارسی است و نخستین نسخه خطی فارسی می‌باشد که به کتابخانه واتیکان راه یافته است. این برگ با کلمات «[به نام] پدر و پسر و جان پاک یکی خدا» آغاز می‌شود.

گروه‌های مسیحیان فارسی‌زبان ایران از چندین سال قبل (دوره قاجار) و مصادف با ترجمه کتاب مقدس(عهد عتیق و عهد جدید) ایجاد شدند و شروع به رشد نمودند. این گروه‌های مسیحی که عموماً «پروتستان» هستند، در شهرهای مختلف ایران شروع به ساخت کلیساهایی نمودند.
با وقوع انقلاب اسلامی، به جهت عدم اعطای مجوز به ساخت کلیسای رسمی، کلیساهای خانگی گسترش پیدا کرده است که گزارش شده است این کلیساها نیز به صورت منظم توسط سرویس‌های امنیتی تعطیل می‌شوند. به گزارش شورای عالی حقوق بشر در سال ۲۰۱۶ گزارش داد که ۲۸۴ کلیسای مسیحی و ۵۰ مدرسه مسیحی در ایران وجود دارد. این گزارش می‌افزاید که برنامه درسی و کتب درسی مدارس باید به تأیید وزارت آموزش و پرورش برسد.

## آزار مسیحیان در ایران
در تیر ماه ۱۳۶۹ کمپین بین‌المللی حقوق بشر در ایران طی گزارشی ضمن ابراز نگرانی از آزار مسیحیان در ایران تأکید کرد که حکومت ایران «همچنان به پیگرد قضایی معتقدان به این دین، به ویژه نوکیشان، ادامه می‌دهد». براساس این گزارش طی ماه‌های خرداد و تیر ۱۱ نوکیش مسیحی و یک کشیش آشوری در ایران، جمعاً به ۱۲۵ سال زندان محکوم شده‌اند.
ایران بیش از ۱۰۰ مسیحی را در عرض یک هفته دستگیر کرده است و گروه فعالان مسیحی درب‌های باز (Christian advocacy group Open Doors) در تاریخ ۲۰ آذر ۱۳۹۷ گفته است که جمهوری اسلامی بی رحمانه پیروان مسیحی را در ایران سرکوب می‌کند و این افزایش شدید دستگیری‌ها به شدت نگران کننده است.

## نگارخانه

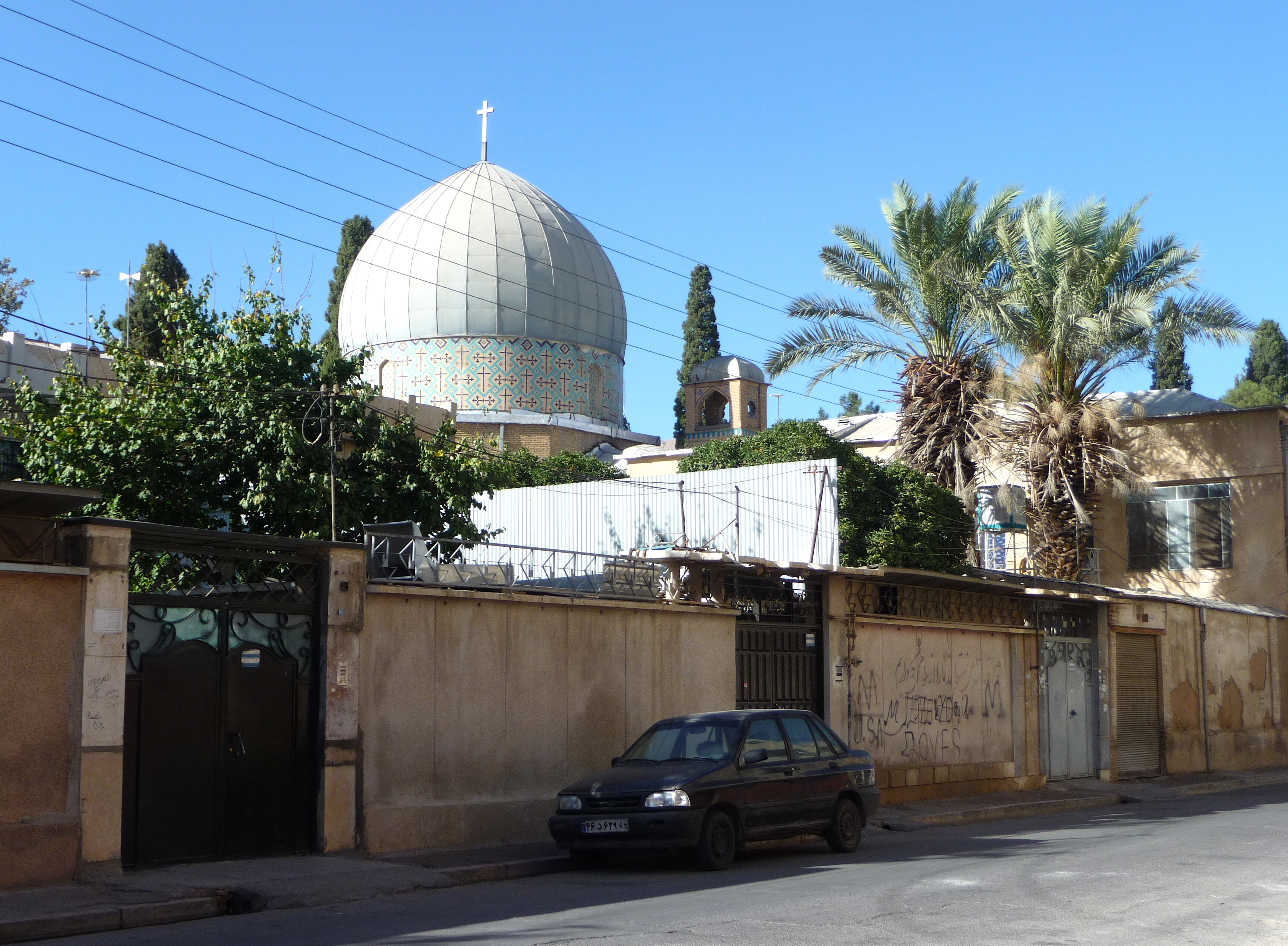
کلیسای شمعون، شیراز
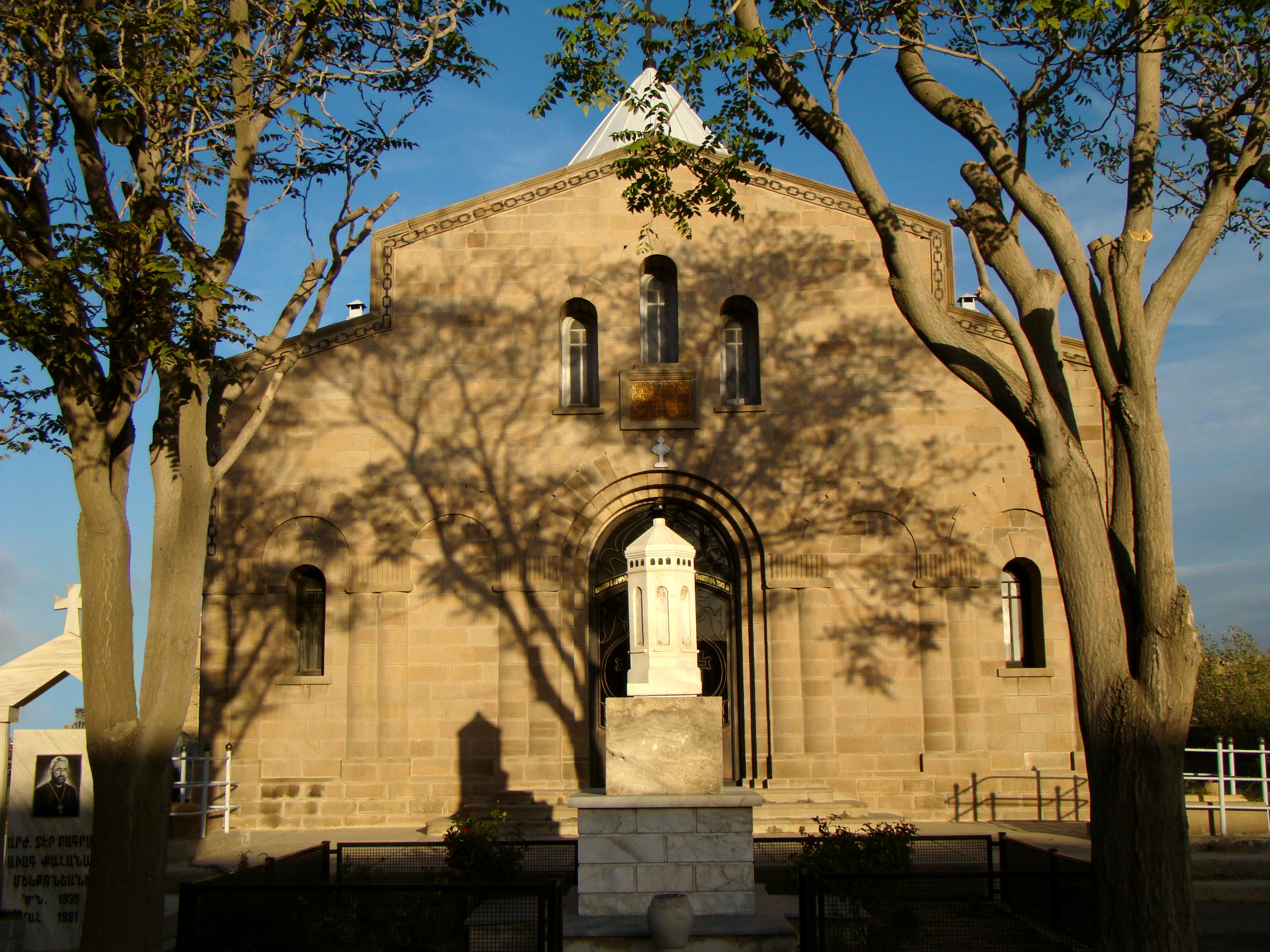
کلیسای شوغاگات مقدس، تبریز
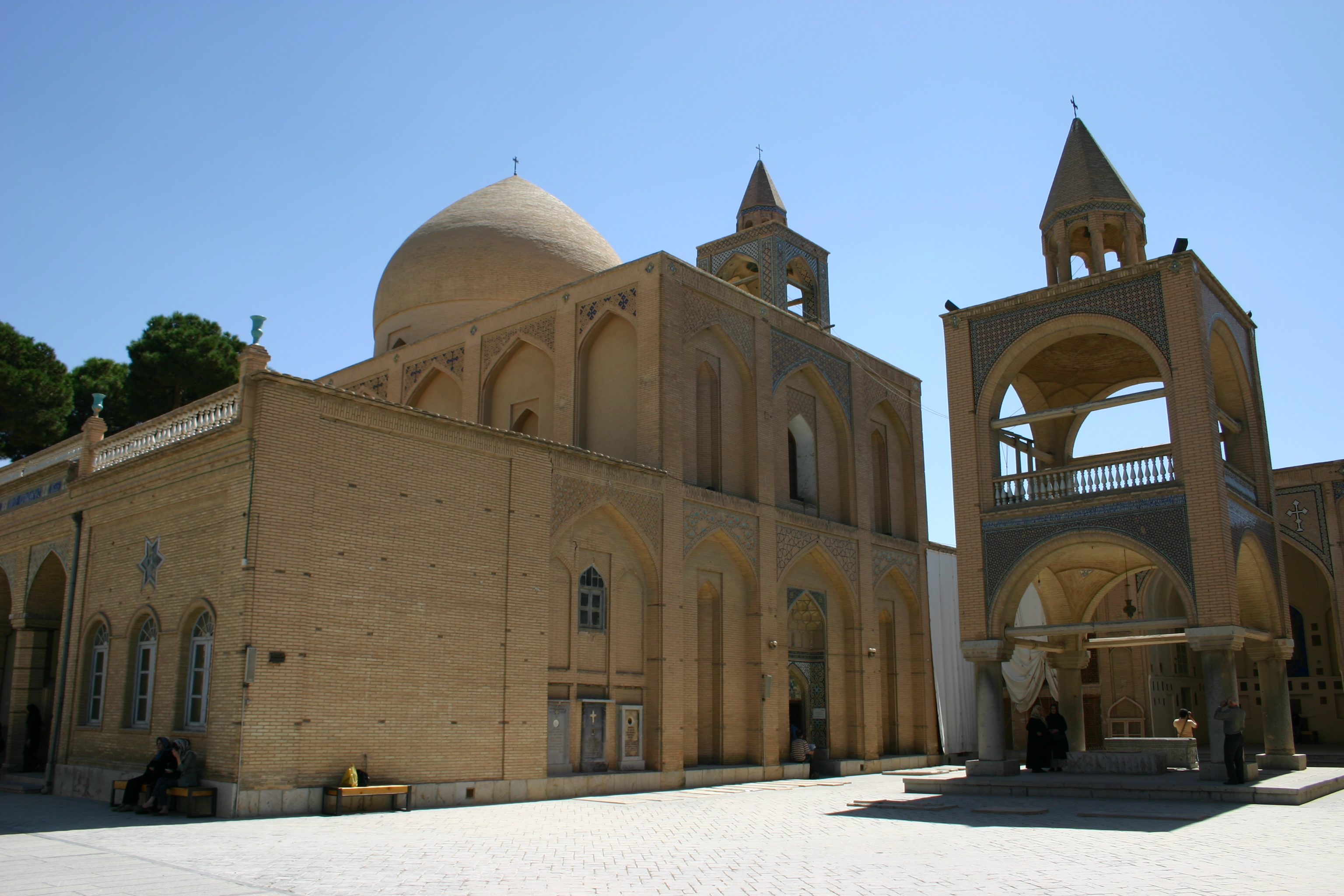
کلیسای وانک، اصفهان
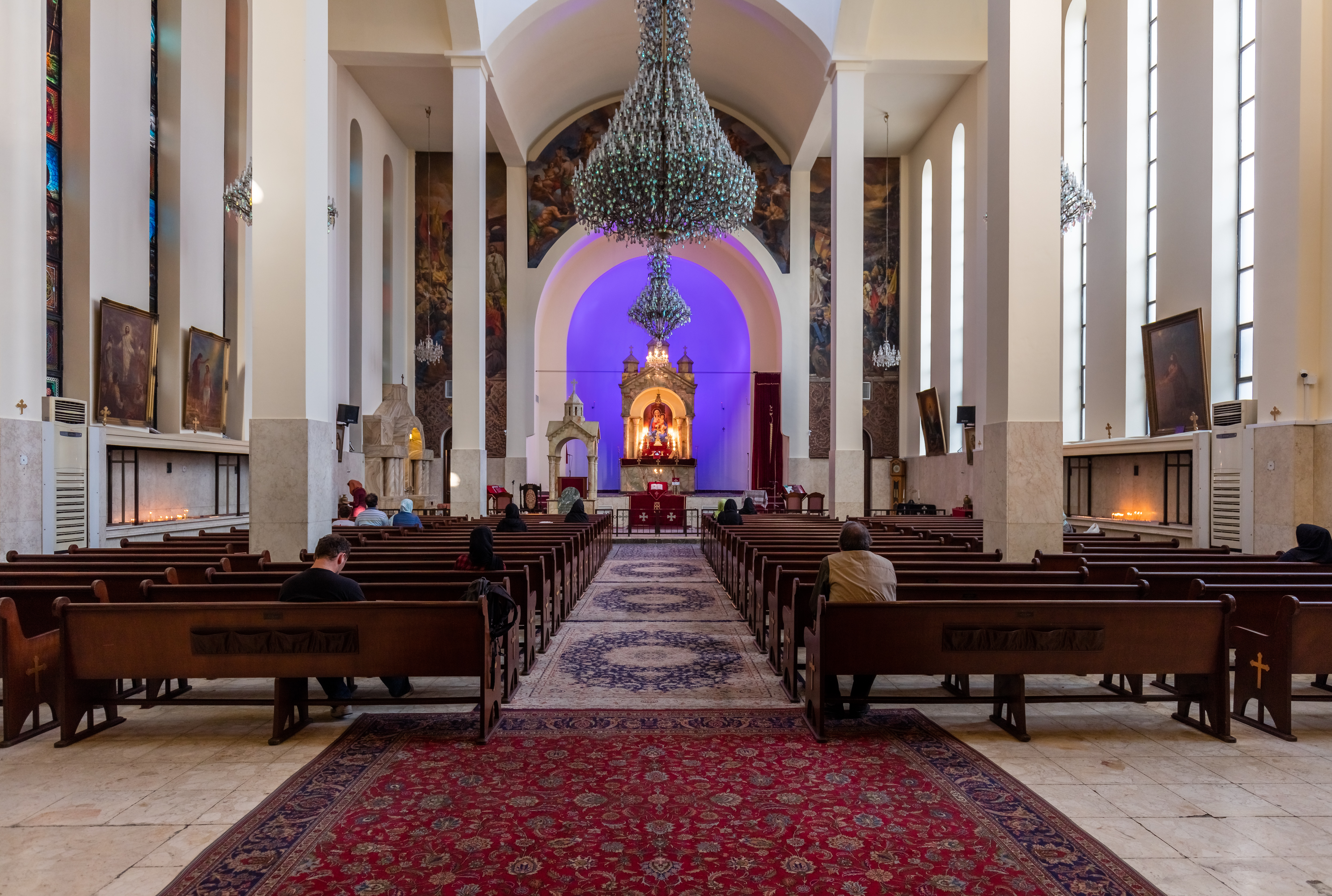
کلیسای سرکیس مقدس، تهران
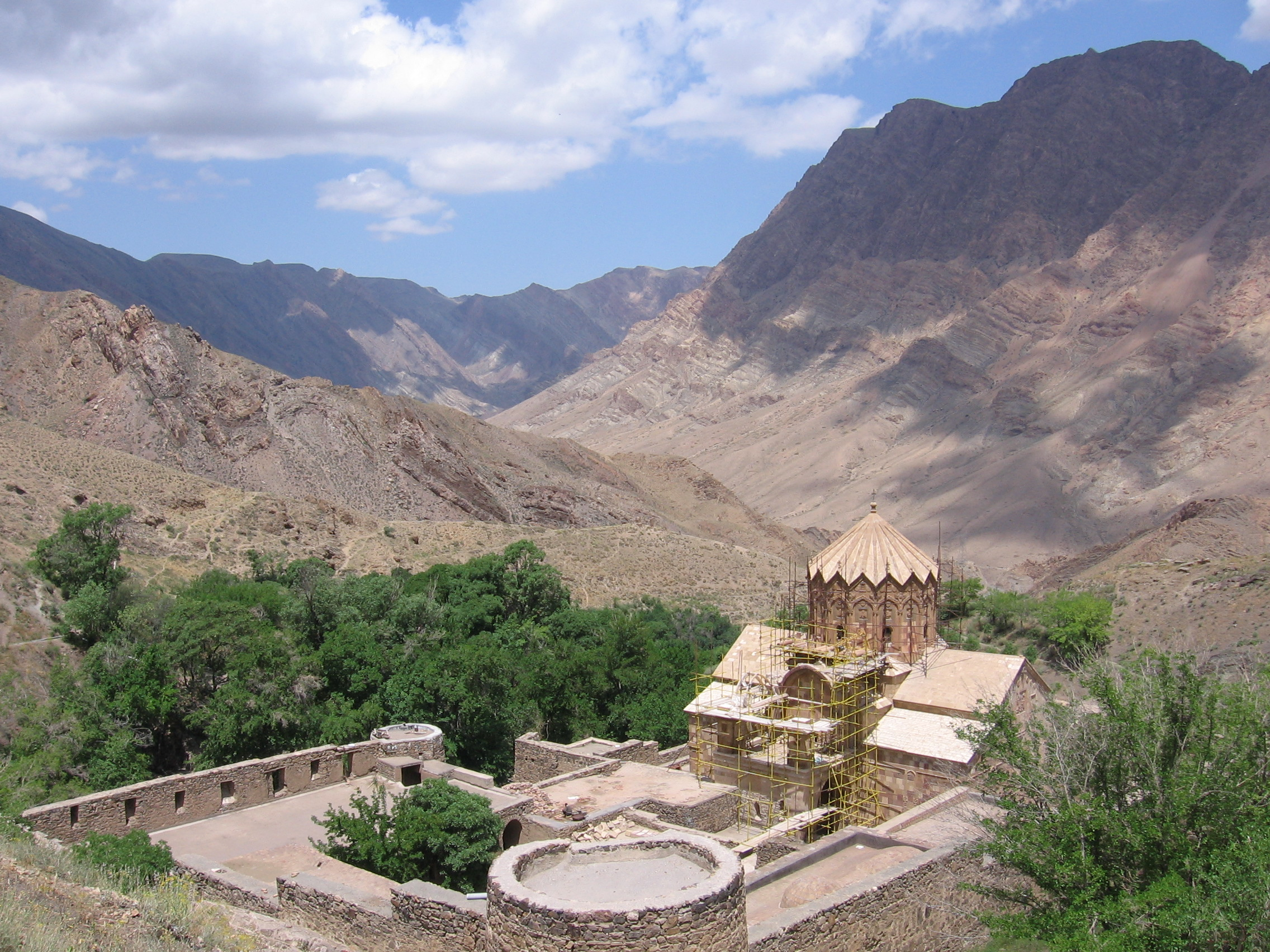
کلیسای استپانوس مقدس، جلفا
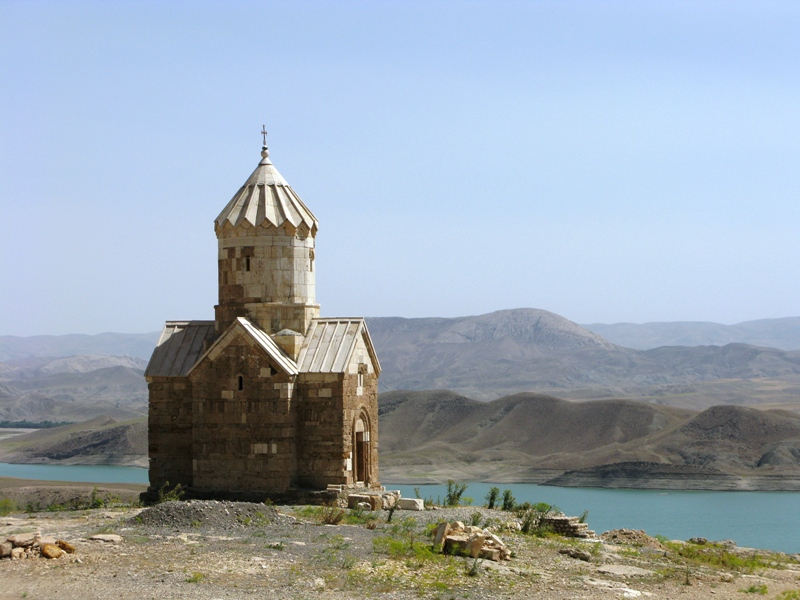
کلیسای زور زور، ماکو
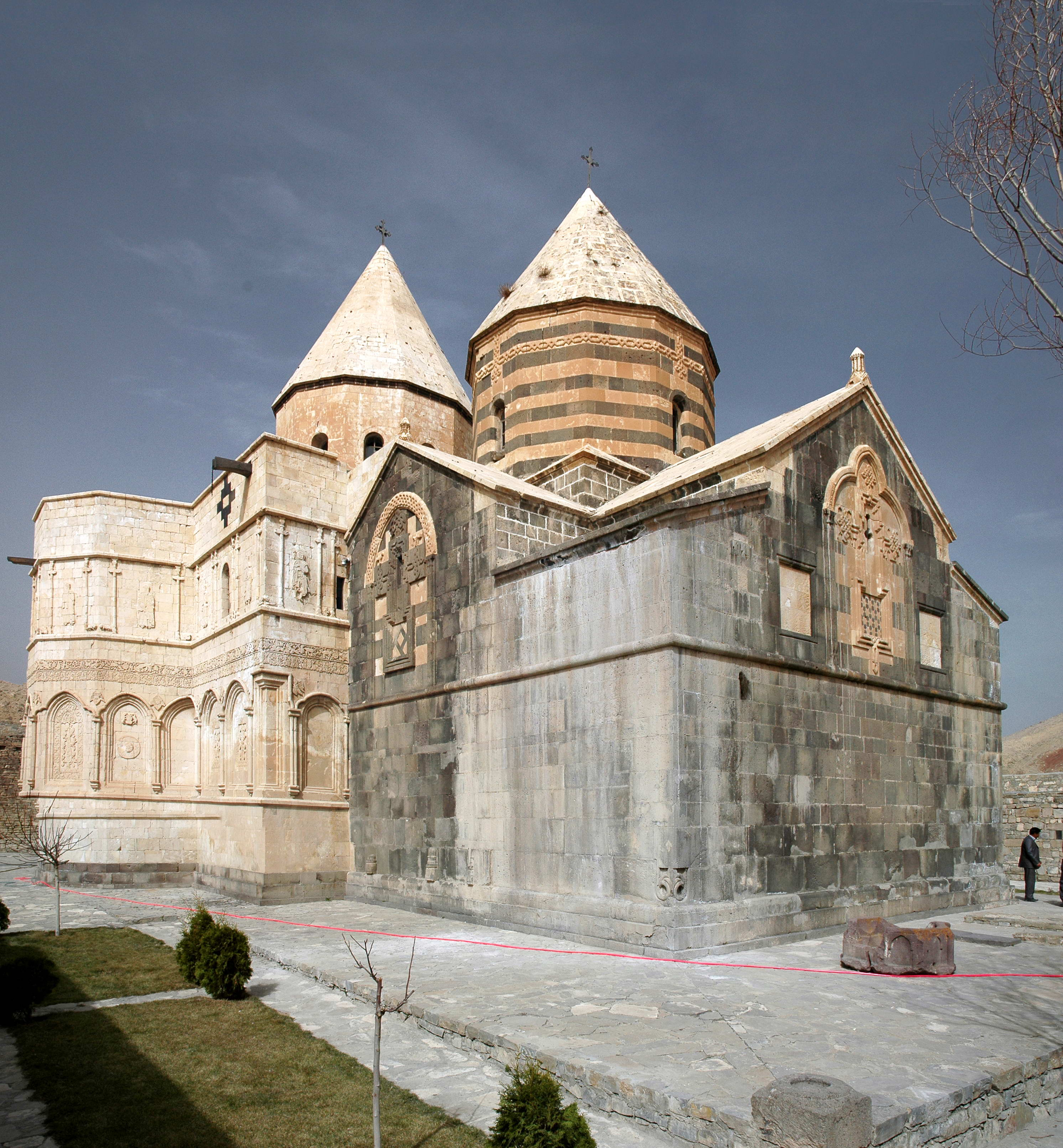
کلیسای تادئوس مقدس، چالدران
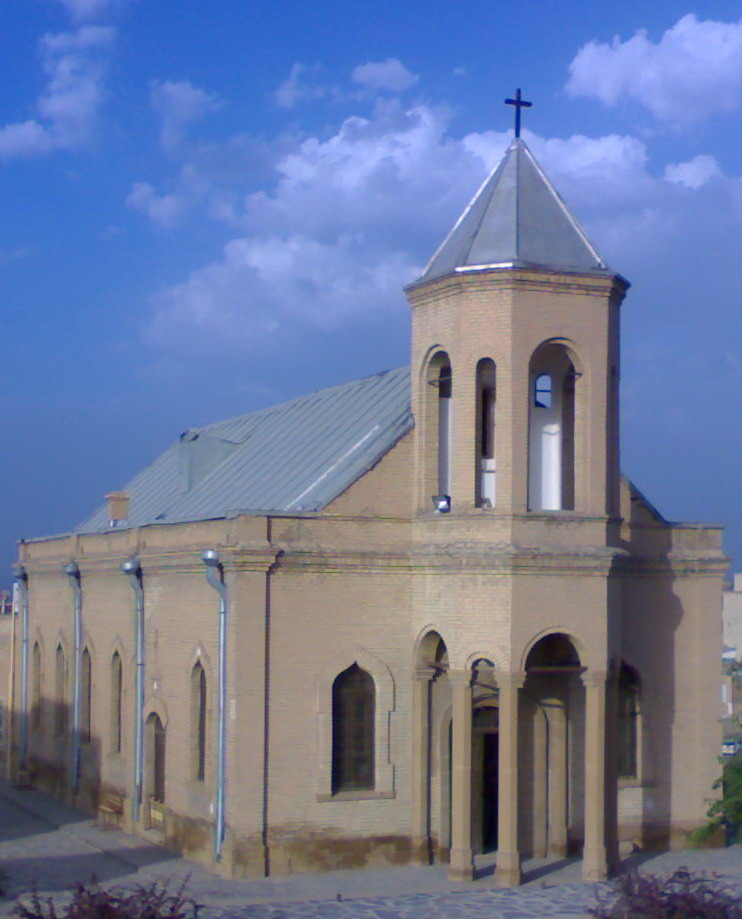
کلیسای  مریم، همدان
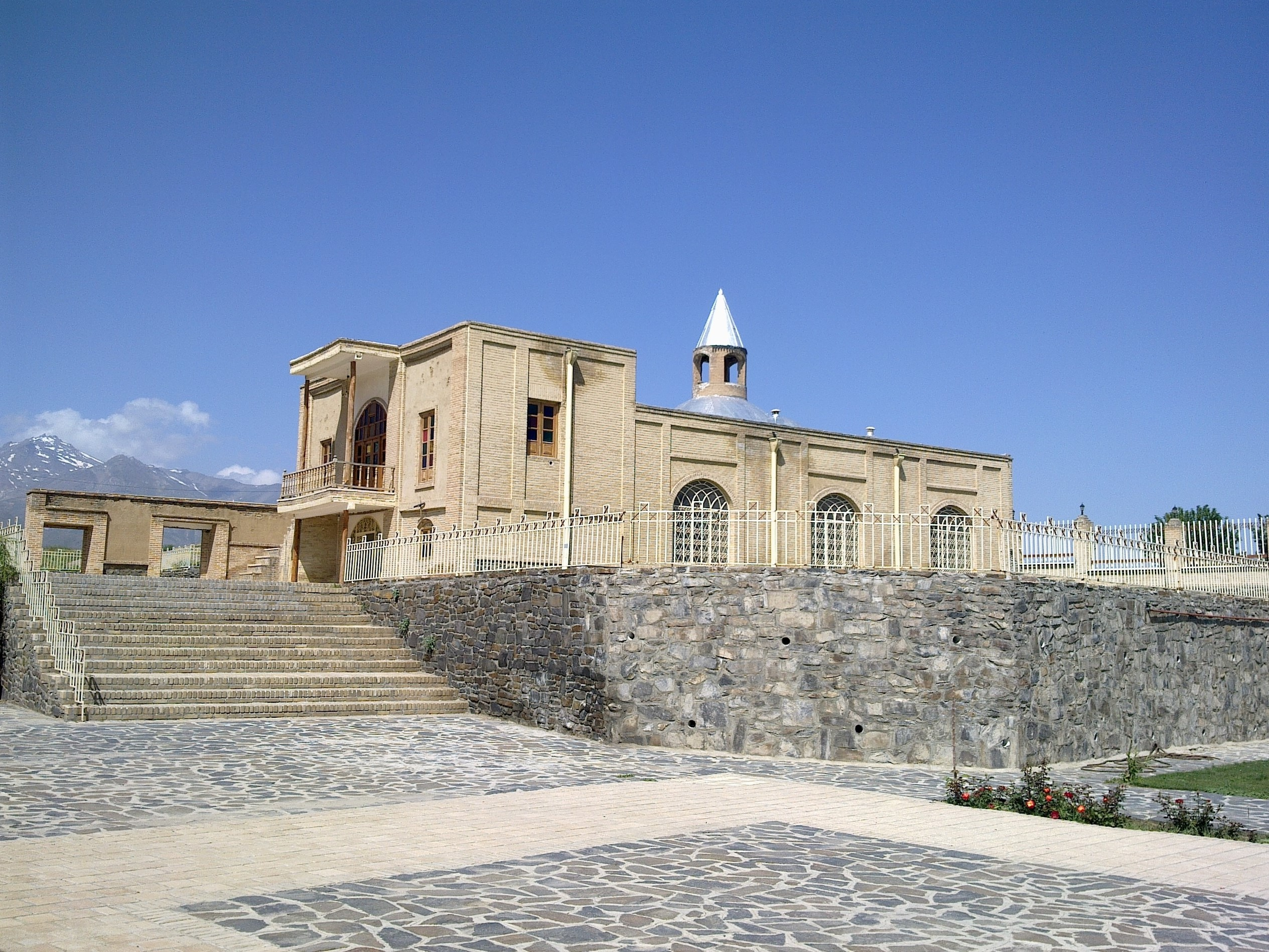
کلیسای گریگوری استفان، همدان
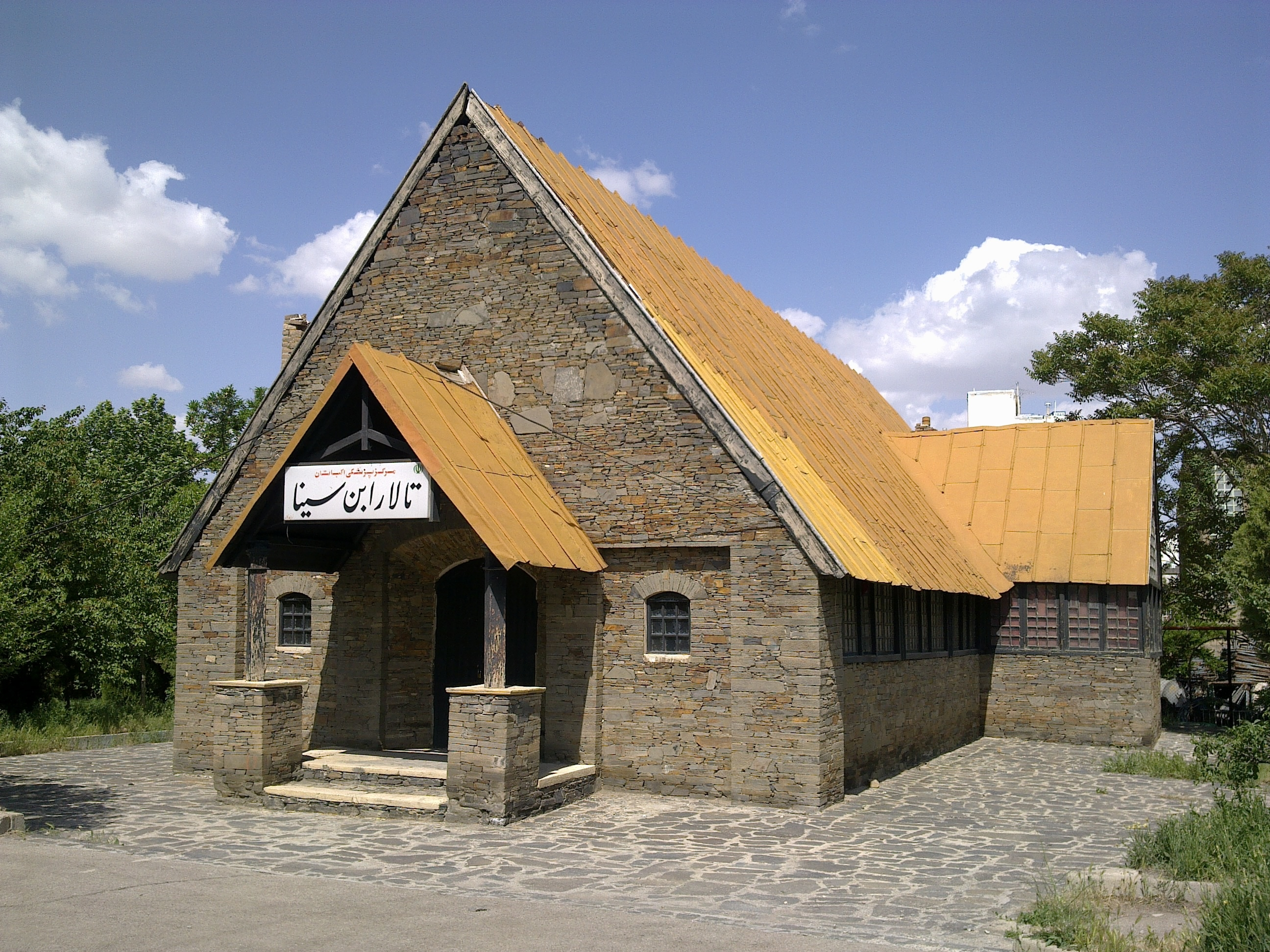
کلیسای آنجلی، همدان
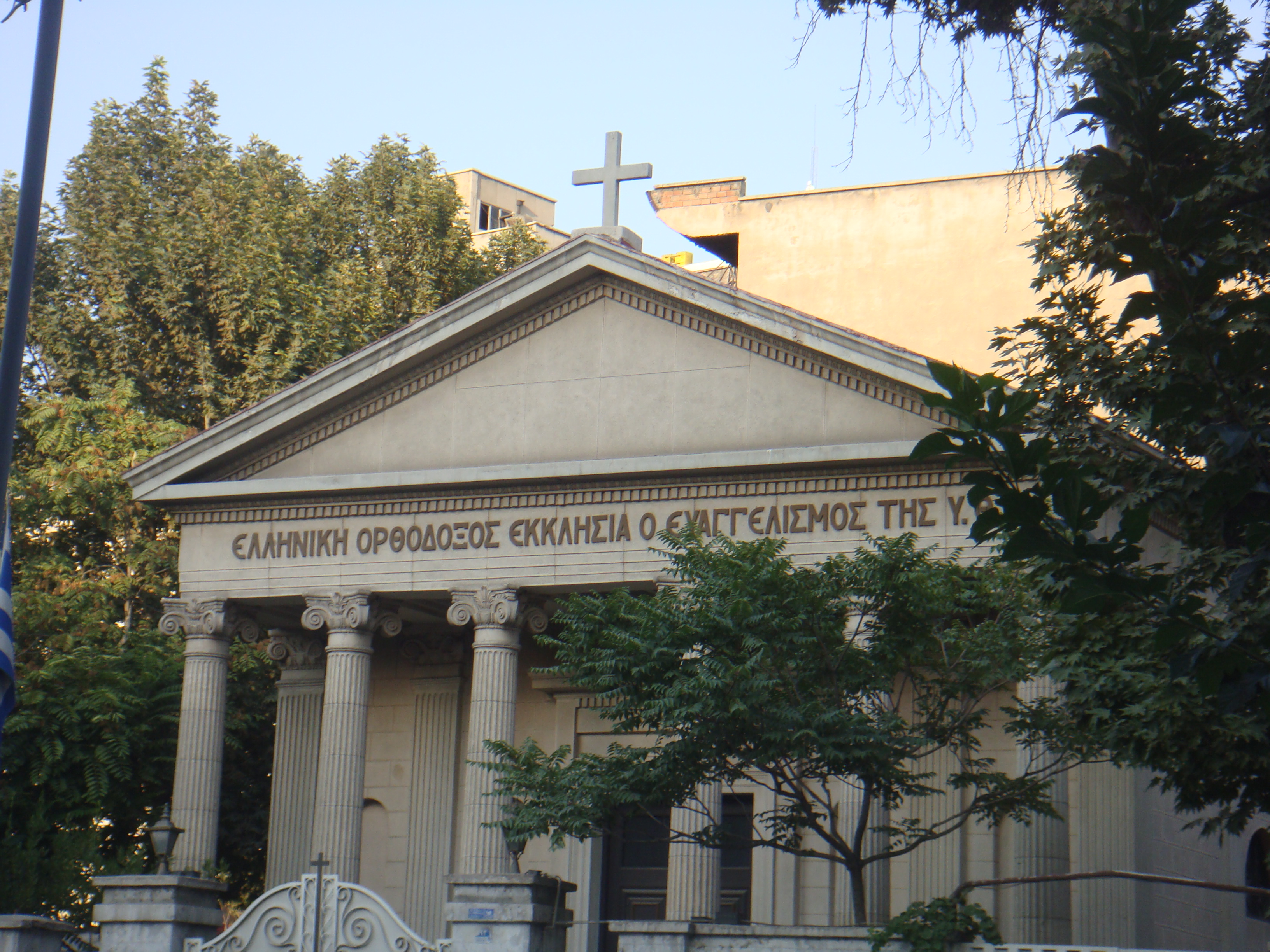
کلیسای یونانی مریم عذرا در تهران
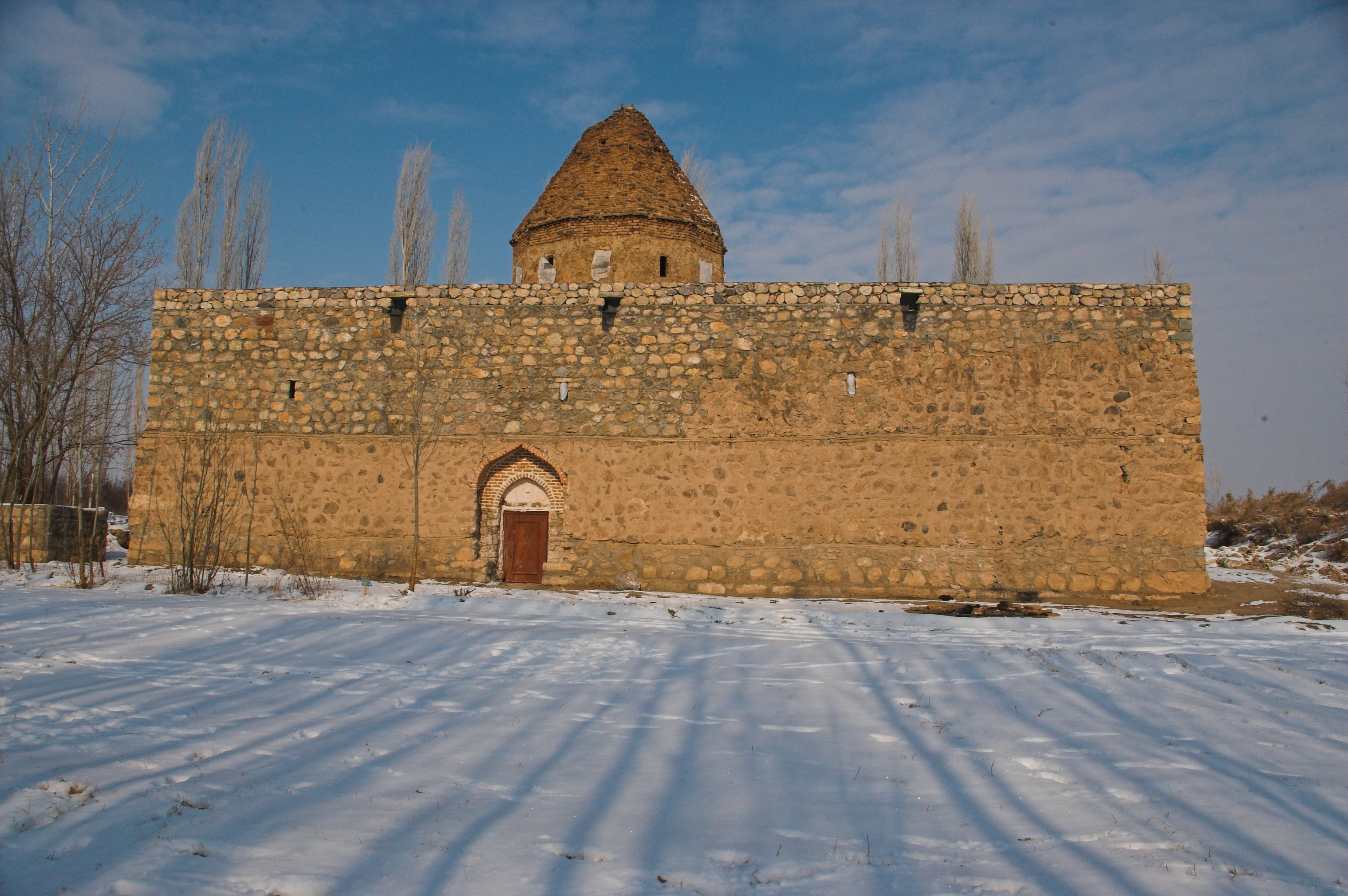
کلیسای مهلذان، خوی

## یادداشت
1. ↑  بار سوما نامی سریانیست. بار در زبان فارسی به معنای فرزند است و سوما در فارسی معنای چله می‌دهد؛ بنابراین معنای بار سوما، فرزند چله است